# Meadow Lake (ciutat de Saskatchewan)
Meadow Lake és una ciutat de Saskatchewan, Canadà, a uns 246 km al nord-est de Lloydminster i a 156 km al nord de North Battleford. El 9 de novembre de 2009 esdevingué oficialment la 14a ciutat de Saskatchewan.
Meadow Lake és el principal centre de negocis al nord-oest de Saskatchewan i serveix als molts pobles i llogarets com a centre comercial regional. És la segona comunitat en de la Divisió Censal Núm. 17 de Saskatchewan, després de la porció de Saskatchewan de la ciutat interprovincial de Lloydminster. Incorporada com a ciutat el 9 de novembre de 2009, Meadow Lake esdevingué la 14a ciutat de Saskatchewan. La ciutat voreja el municipi rural de Meadow Lake Núm. 588 i la reserva de la primera nació Flying Dust núm. 105.

## Història
Peter Fidler construí Bolsover House en 1799 vora "Lac des Prairies", el primer nom donat a Meadow Lake. En 1873 hi arribaren famílies métis que s'establiren al post comercial de la Companyia de la Badia de Hudson, als que s'uniren altres colons a començaments de 1900. El major impuls es va produir després de l'incendi de 1919 i l'èxode d'alguns dels colons durant la Gran Depressió des del Dust Bowl del centre i sud de Saskatchewan a les comunitats al nord.

### Bolsover House
Per al comerç de pells a la zona veure riu Beaver. A Peter Fidler de la Companyia de la Badia de Hudson li van dir guies indígenes que Meadow Lake era un bon lloc per a pells. El 30 d'agost de 1799 va arribar a la desembocadura del riu Meadow Lake. El corrent era tan estret i tortuós que gairebé es va desesperar de navegar-hi. Quan va arribar al llac li resultava tan superficial i pantanós que havia de procedir al portatge. En no trobar un bon lloc al llac va pujar un riu i va triar un lloc 1000 metres terra endins. El va anomenar Bolsover House per la seva ciutat natal a Anglaterra. El lloc trobarà només 190 castors en la primera temporada pel que en 1801 va ser tancat i es traslladaria cap a l'est fins Green Lake House. El lloc exacte de Bolsover House és desconegut. Hi ha un monument a Peter Fidler a Meadow Lake.

## Demografia
| 1955 | 1991 | 1996 | 2001 | 2006 |
| ---- | ---- | ---- | ---- | ---- |
| 2216 | 4318 | 4819 | 4582 | 4771 |

 La banda índia Meadow Lake fou establida en 1889 amb la signatura del Tractat 6 al nord de Meadow Lake. Aquesta reserva actualment té el nom de la reserva de la Primera Nació Flying Dust.
La població en 1955 era de 1.978 habitants segons el Saskatchewan Business Directory i de 2.453 en 1955 segons el Golden Jubilee edition of Saskatchewan Business Directory. Els 2.216 que apareixen a la taula és la mitjana d'aquestes dues xifres de població.

## Galeria

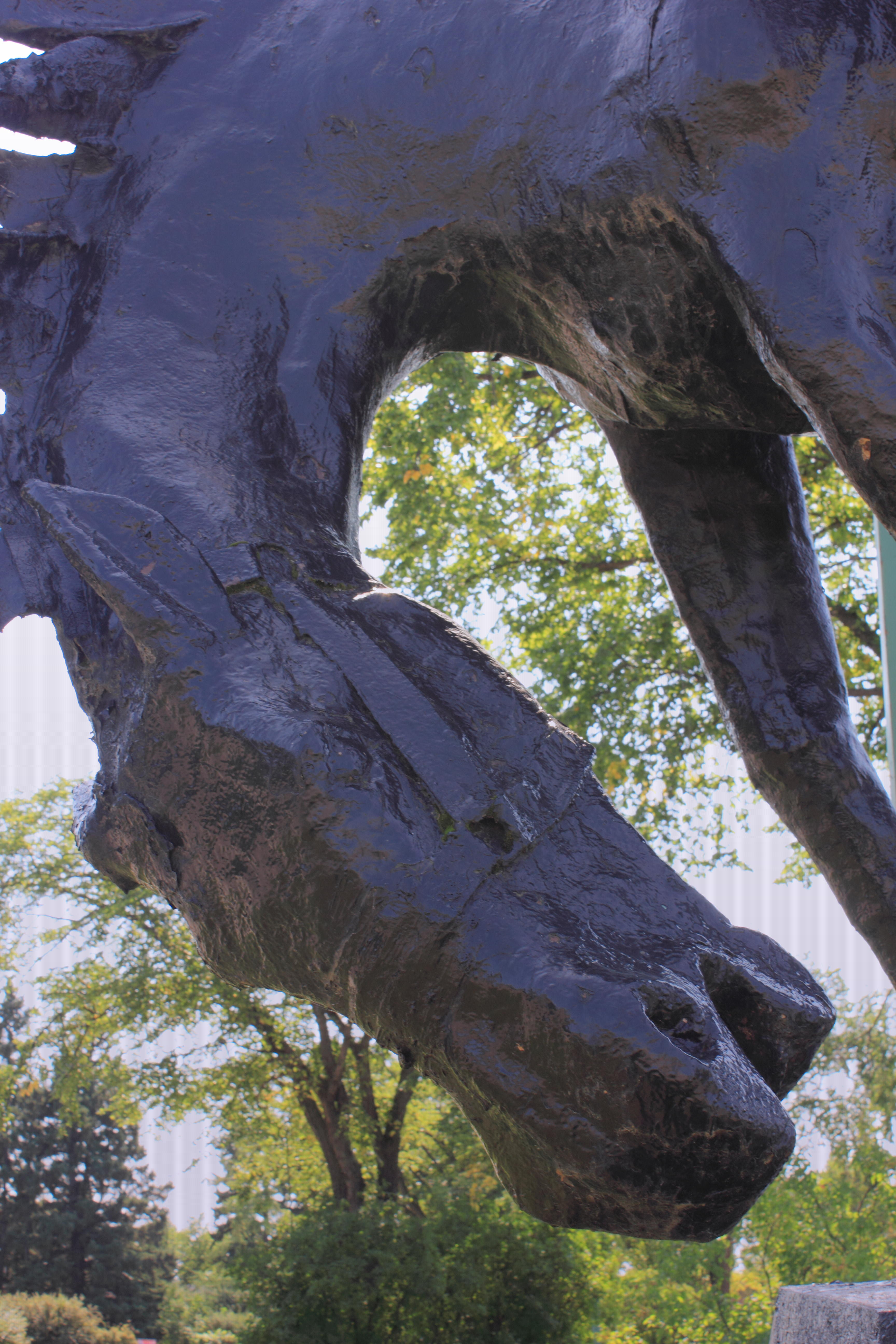
Porció del genet d'una estàtua a cavall en honor dels pioners a l'àrea. Foto atribuïda a Julia Adamson
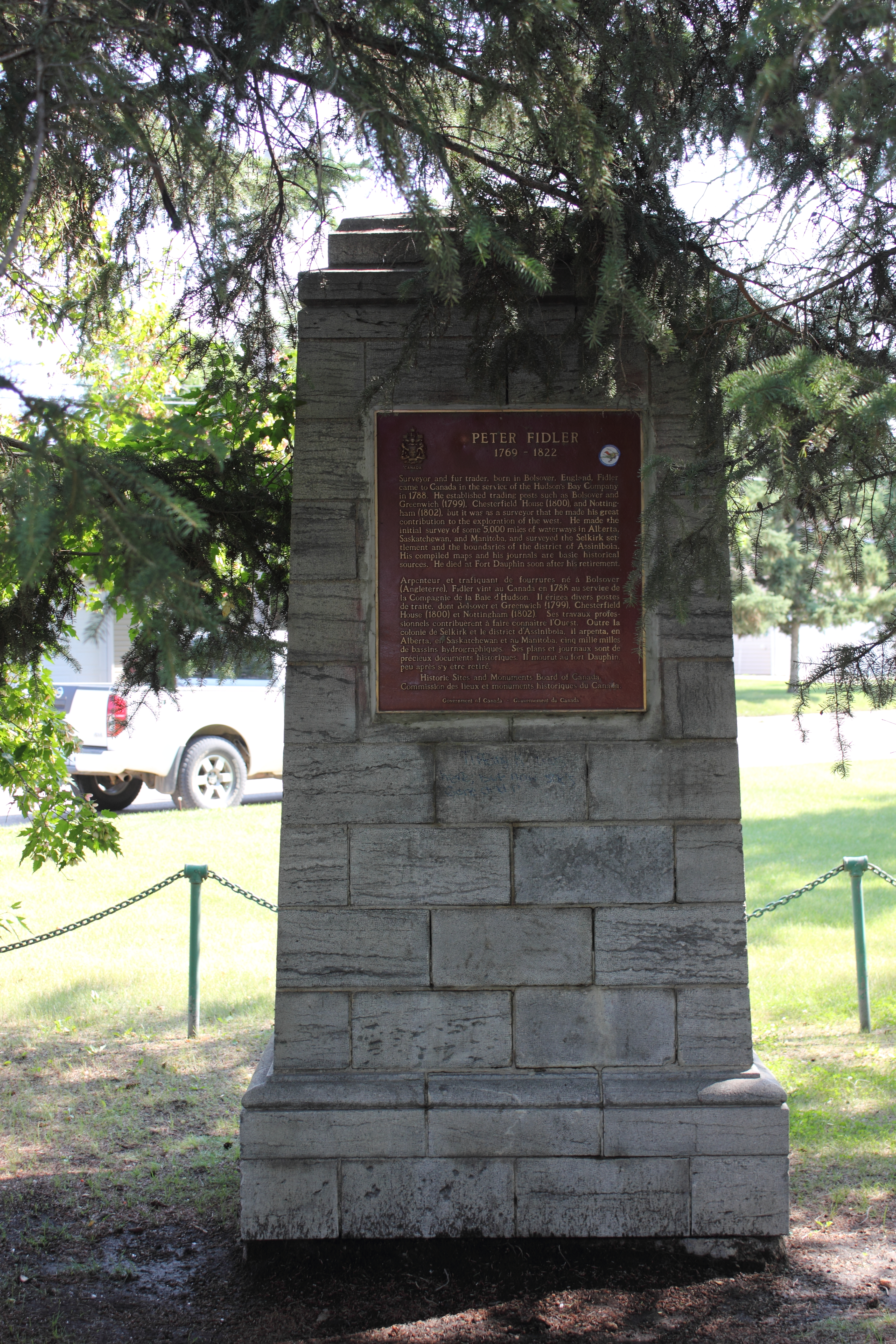
Monument a Peter Fidler. Foto atribuïda a Julia Adamson
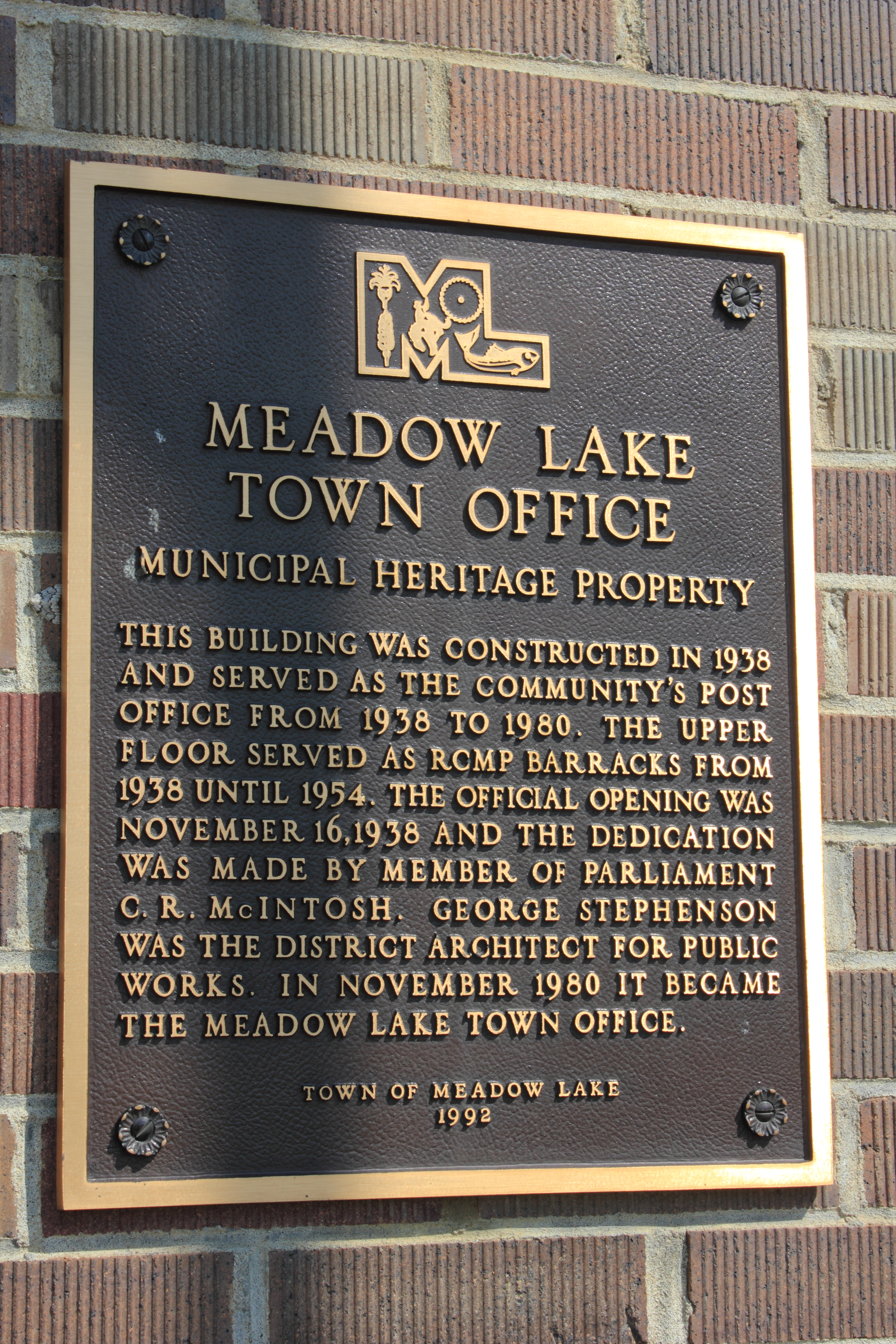
Placa a l'Ajuntament de Meadow Lake (Heritage Building). Foto atribuïda a Julia Adamson
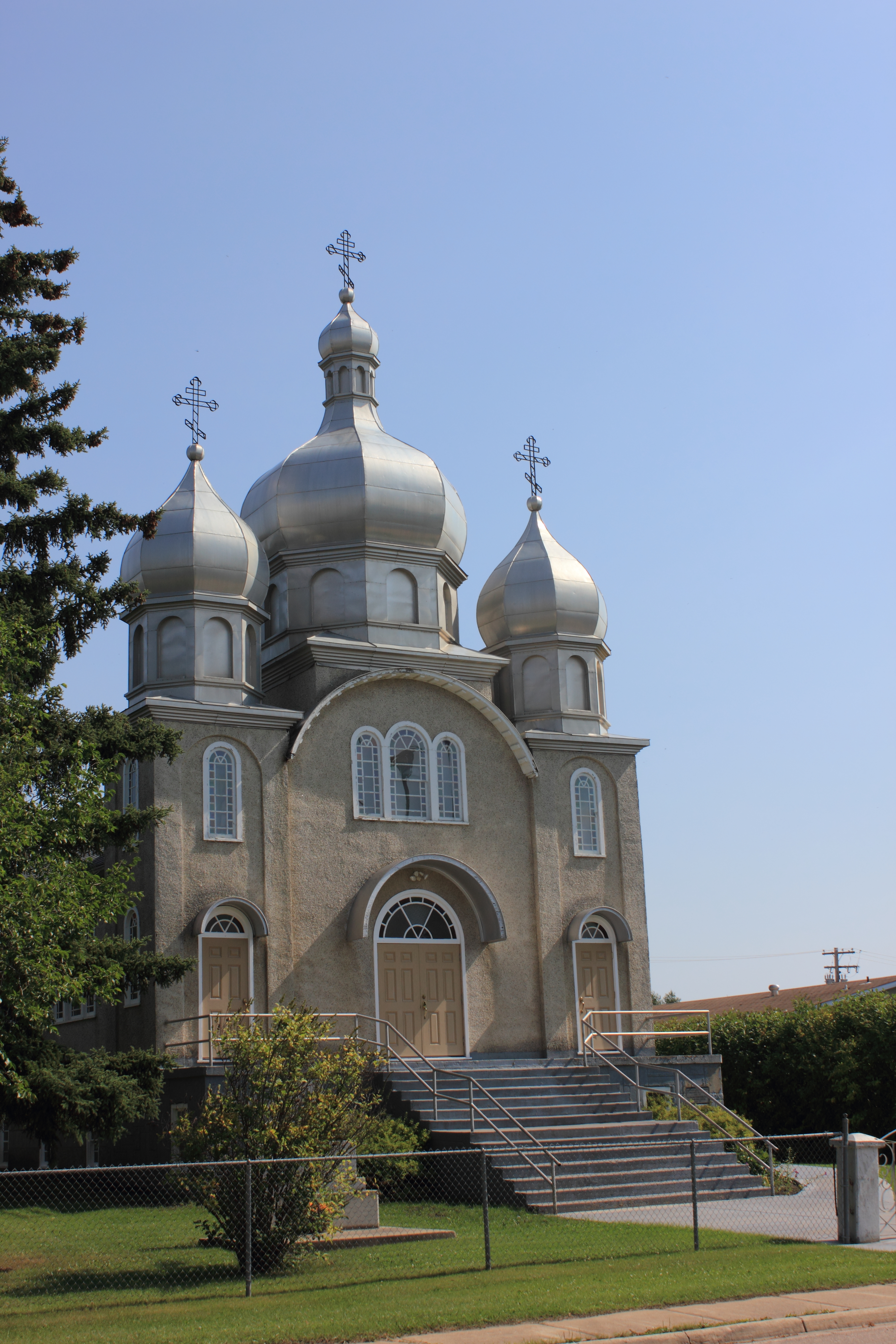
Església Ortodoxa Ucraïnesa de Tots els Sants. Foto atribuïda a Julia Adamson
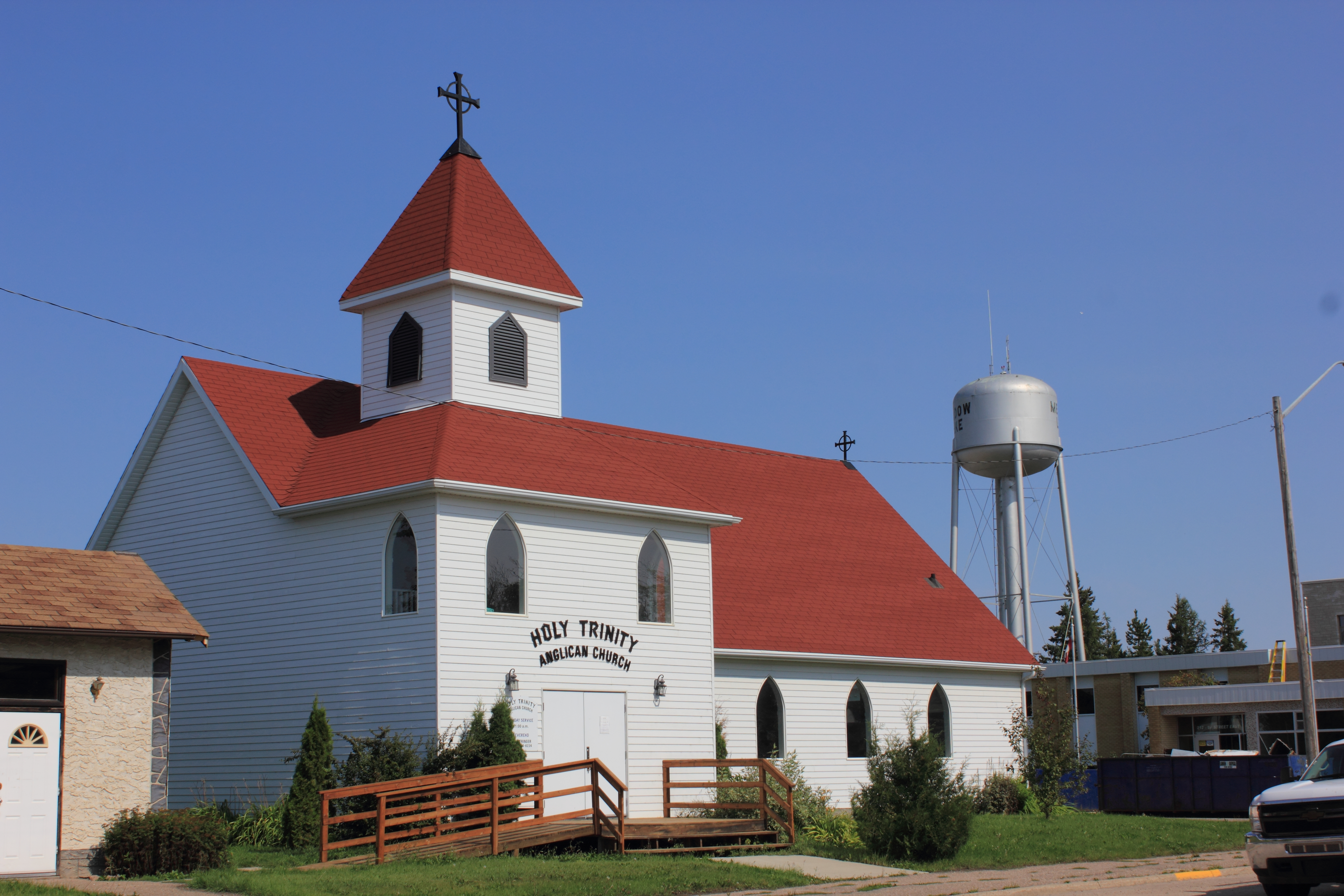
Església Anglicana de la Santíssima Trinitat. Foto atribuïda a Julia Adamson